# Batman (film 1989)
Batman è un film del 1989 diretto da Tim Burton.
Basato sull'omonimo personaggio di DC Comics, è interpretato da Michael Keaton nel ruolo di Bruce Wayne, con Jack Nicholson nel ruolo del criminale Joker, Kim Basinger in quello di Vicki Vale, e Jack Palance nel ruolo del boss Carl Grissom. Fu il primo della serie di film su Batman prodotti dalla Warner Bros.
La Warner acquisì i diritti su Batman dalla DC Comics nel 1979, grazie al lavoro di Michael E. Uslan e Benjamin Melniker, e affidò la produzione a Jon Peters e Peter Guber. Dopo l'ingaggio di Tim Burton alla regia, Steve Englehart e Julie Hickson contribuirono al trattamento della storia, mentre Sam Hamm lavorò alla sceneggiatura. Il via libera per Batman fu dato solo dopo il successo ottenuto da Burton con Beetlejuice - Spiritello porcello nel 1988. Per il ruolo del protagonista erano stati inizialmente presi in considerazione diversi attori famosi; Michael Keaton venne alla fine scelto tra lo scetticismo di molti. Il ruolo di Joker fu accettato da Jack Nicholson dopo una lunga trattativa, grazie a clausole contrattuali che stabilivano un alto compenso, specifici orari di ripresa e una percentuale sui profitti dal botteghino.
Le riprese del film ebbero luogo presso i Pinewood Studios dall'ottobre del 1988 al gennaio del 1989. Lo scenografo Anton Furst disegnò Gotham City in uno stile architettonico che rendesse la metropoli la più fredda possibile. Il budget, inizialmente stabilito attorno ai 20 milioni di dollari, passò poi a 48 milioni a causa di alcuni intoppi, soprattutto dopo che Hamm fu forzato dallo sciopero degli sceneggiatori del 1988 a lasciare il set, lasciando così il solo Warren Skaaren (non accreditato) a effettuare un rimaneggiamento del copione.
Il film è stato un successo sia critico che finanziario, guadagnando oltre 400 milioni di dollari in tutto il mondo, all'epoca il più alto incasso per una pellicola basata su un fumetto della DC Comics, mentre la critica e il pubblico hanno particolarmente apprezzato le interpretazioni di Nicholson e Keaton, la regia di Burton, le scenografie e la colonna sonora di Danny Elfman. Batman ha anche ricevuto diverse candidature ai Golden Globe, ai BAFTA e ai Saturn Award. Inoltre, nel 1990, Peter Young e Anton Furst furono premiati con l'Oscar alla migliore scenografia. Il film ispirò l'omonima serie animata vincitrice di un Emmy, nonché diversi altri film di supereroi prodotti successivamente.
Nel 1992 uscì il sequel Batman - Il ritorno.

## Trama
In vista del 200º anniversario della fondazione della città il sindaco di Gotham City intende organizzare un grande festival. Per questo motivo vuole ripulire la città dal crimine imperante, insieme al procuratore distrettuale Harvey Dent e al commissario James Gordon. Le loro intenzioni vengono annullate dalla corruzione gestita dal potente boss mafioso della città, Carl Grissom, e la città resta preda di teppisti, rapinatori e poliziotti corrotti.
Nelle settimane precedenti ha fatto la sua apparizione nei quartieri più malfamati un personaggio misterioso, travestito da pipistrello: "Batman", che terrorizza i criminali e li consegna malconci alla polizia. Sul suo conto indaga il giovane reporter Alexander Knox, insieme all'affascinante fotografa Vicki Vale.
Grissom manda il suo braccio destro, Jack Napier, nella sede dell'impianto chimico AXIS, per far sparire documenti compromettenti. La missione è in realtà una trappola, perché Grissom ha scoperto la relazione di Jack con la sua donna, Alicia Hunt, ed intende punirlo con la morte. Per questo ha informato Max Eckhardt, un corrotto tenente di polizia, che giunge sul posto con l'ordine di sparargli a vista. Durante la sparatoria giungono sul posto Gordon, informato della presenza di Napier sul luogo ed intenzionato a catturarlo vivo per arrivare a Grissom e Batman, che neutralizza i criminali. Napier riesce ad uccidere Eckhardt, ma poi viene affrontato da Batman, che lo lascia cadere accidentalmente in una vasca piena di acido ribollente. Batman si dilegua, mentre Napier viene creduto morto.
Qualche tempo dopo, Vicki intreccia una relazione con il miliardario Bruce Wayne, del quale si sa molto poco, tranne che è stato lontano per sette anni da Gotham, e che ama collezionare preziosi oggetti antichi. La sua dimora è la sontuosa Villa Wayne, dove vive insieme al proprio maggiordomo, Alfred Pennyworth.
Intanto, Jack Napier è sopravvissuto all'incidente alla AXIS, ma è rimasto sfigurato, con i capelli verdi, la pelle bianca e le labbra rosse piegate in un ghigno, dopo un intervento fallito di chirurgia estetica. Impazzito alla vista del suo volto, diventa il supercriminale "Joker" e si vendica di Grissom uccidendolo per il suo tradimento, dopodiché sfigura Alicia. Joker assume così il comando dei criminali di Gotham, proponendo loro di gettare nel caos la città; l'unico dei gangster che rifiuta la sua proposta viene ucciso in maniera grottesca dal clown. Joker escogita il modo di perpetrare un crimine memorabile in occasione dell'anniversario di Gotham, contaminando con un gas chiamato "Smilex" i cosmetici prodotti nella stessa città, causando una serie di morti da risata.
Bruce Wayne, alias Batman, indaga sul conto del Joker e scopre in quale modo stia avvelenando la città, oltre alla sua vecchia identità di Jack Napier. Quando il folle criminale, innamoratosi di Vicki, tenta di rapirla nel museo d'arte di Gotham, dove ha ucciso tutti i presenti e devastato diverse opere d'arte, Batman fa irruzione e la salva, fuggendo con la Batmobile. L'Uomo Pipistrello conduce Vicki alla Batcaverna e le consegna alcuni documenti che descrivono come evitare l'effetto dello Smilex, affinché li faccia pubblicare.
Il sindaco annulla i progetti del festival, ritenendo che la città sia irrimediabilmente caduta nelle mani dei criminali. Il Joker ne approfitta e, inserendosi nelle trasmissioni televisive, annuncia che sarà lui a organizzare una parata celebrativa, durante la quale regalerà alla folla venti milioni di dollari in contanti, invitando Batman a presenziare. Bruce, a seguito delle sue indagini e dopo aver osservato attentamente il Joker, riconosce in lui l'assassino dei suoi genitori. Wayne rivela il suo segreto a Vicky Vale, spiegandole di aver assunto i panni di Batman per onorare il giuramento di vendicare i genitori.
La notte stessa Batman distrugge la AXIS con le granate incorporate nella Batmobile, ma il Joker lo raggiunge con il suo elicottero e gli dice che la parata avrà luogo comunque. Lanciando denaro per far sì che i cittadini si fidino di lui, Joker fa spargere lo Smilex dagli enormi palloni da parata, iniziando a mietere vittime. Batman interviene a bordo del Batplano, legando i palloni insieme e rimuovendoli. Joker, furioso, riesce ad abbattere il velivolo, facendolo precipitare di fronte all'entrata della cattedrale di Gotham. Batman sopravvive e insegue il criminale fino sulla cima del campanile, da dove il gangster intende fuggire insieme a Vicki, sequestrata nella confusione.
Sul tetto dell'edificio, Batman e il Joker si affrontano e Batman ha la meglio, fino a far precipitare il criminale. Questi però trova un appiglio, per poi cercare fuggire su un elicottero pilotato dai suoi uomini. Batman però riesce a legare il piede del Joker a un gargoyle per impedirgli la fuga. La statua si stacca dal muro facendo precipitare il Joker nel vuoto, mentre Gordon e i suoi agenti arrivano ai piedi della cattedrale, dove trovano il cadavere che sorride sinistramente anche nella morte.
Eliminato il Joker, Gotham City è momentaneamente libera dal crimine. Batman dona alla polizia il Batsegnale, un grande riflettore che proietta nel cielo la silhouette di un pipistrello, col quale chiamarlo in futuro, in caso di necessità.

## Personaggi
- Jack Napier / Joker, interpretato da Jack Nicholson: un mafioso di Gotham City, braccio destro del boss del crimine Carl Grissom. Durante una missione che lo vede coinvolto finisce per cadere in una sostanza di acidi che gli sfregia il volto, diventando il Joker e iniziando una serie di crimini a Gotham.
- Bruce Wayne / Batman, interpretato da Michael Keaton: un miliardario e filantropo di Gotham City, dopo la morte dei suoi genitori avvenuta sotto i suoi occhi da bambino, si crea una maschera per combattere il crimine e fermare la criminalità a Gotham.

## Produzione

### Genesi
Alla fine degli anni settanta, la popolarità di Batman era in calo. Michael E. Uslan, un ex-scrittore di fumetti, e Benjamin Melniker ne approfittarono per acquistare i diritti cinematografici di Batman dalla DC Comics, nell'aprile del 1979. Era desiderio di Uslan «realizzare la definitiva, oscura, seria versione di Batman, nel modo in cui Bob Kane e Bill Finger l'avevano concepito nel 1939: una creatura della notte, cacciatore di criminali nell'ombra». Richard Maibaum fu avvicinato per la scrittura del copione, e Guy Hamilton per la regia, ma i due rifiutarono l'offerta. Uslan non concluse nulla nel proporre il progetto a vari studi cinematografici. La cosa era dovuta a varie differenze creative, tra cui la concezione che si aveva del supereroe grazie all'omonima serie televisiva, molto popolare sin dagli anni sessanta.
Uslan, oramai demoralizzato, scrisse un copione intitolato Il Ritorno di Batman per «dare alle persone di Hollywood un'idea di cosa diavolo stavo parlando! Si era davvero dieci anni prima di Batman - Il ritorno del Cavaliere Oscuro, e si trattava già di dare quel tipo di approccio tenebroso al soggetto!». Nel novembre del 1979, Jon Peters e Peter Guber si associarono al progetto e i quattro decisero di modellarsi sull'allora recente Superman (1978). Il progetto fu pubblicamente annunciato alla fine del 1981 ed ebbe un budget iniziale di 15 milioni di dollari, cifra che, fino a quel momento, nessuno studio cinematografico aveva però stanziato.
Tom Mankiewicz completò il copione intitolato The Batman nel giugno del 1983, focalizzandosi sulla nascita di Batman e di Robin, con il Joker e Rupert Thorne come antagonisti, e Silver St. Cloud per le vicende romantiche. Il film fu poi annunciato alla fine del 1983, per un lancio programmato per la metà del 1985, con un budget di 20 milioni di dollari. Uslan voleva un attore non conosciuto per il ruolo di Batman e, prima della loro morte, William Holden per James Gordon e David Niven per Alfred Pennyworth. Un gran numero di registi fu attirato dal copione di Mankiewicz, tra cui Ivan Reitman e Joe Dante. Nove rimaneggiamenti del copione furono eseguiti da nove differenti scrittori. La maggior parte di questi si basarono sul fumetto Strange Apparitions. Comunque fu il copione di Mankiewicz ad essere usato come linea guida per il progetto.

### Sviluppo
Dopo il successo di Pee-wee's Big Adventure (1985), Tim Burton fu ingaggiato nel 1986 come regista. Burton ingaggiò Julie Hickson per scrivere un nuovo trattamento della storia di 30 pagine, considerando il copione di Mankiewicz ridicolo e affermando che i vecchi autori «non hanno capito la natura bizzarra del personaggio». I successi dei fumetti Batman - Il ritorno del Cavaliere Oscuro e Batman: The Killing Joke spinsero la Warner Bros. a dare al film un tono più cupo. Burton non era mai stato un fan del fumetto, ma fu attirato dall'idea di The Killing Joke.
Lo studio arruolò successivamente Steve Englehart per scrivere un nuovo adattamento nel marzo del 1986. Englehart si offrì di riscrivere interamente la sceneggiatura, ma gli fu vietato dallo studio. Il primo trattamento di Englehart incluse gli stessi personaggi presenti nel copione di Mankiewicz, ma con una trama differente. La Warner Bros. fu impressionata dal lavoro, ma non era abbastanza per Englehart, che ne scrisse un secondo nel maggio del 1986.
Burton ingaggiò Sam Hamm, appassionato di fumetti, per scrivere la sceneggiatura, e questi decise di non usare la storia originale, credendo che i flashback sarebbero stati più appropriati e che «sbloccare il mistero diviene parte della storia». Spiegò che «distruggi totalmente la tua credibilità se mostri il processo letterale per cui Bruce Wayne diviene Batman». Hamm cambiò Silver St. Cloud con Vicki Vale e Rupert Thorne con una sua creazione, Carl Grissom, completando nell'ottobre del 1986 il suo copione, che mostrava una leggera rivalità tra Bruce Wayne e Alexander Knox per Vicki Vale.
Comunque, malgrado l'entusiasmo per il copione di Hamm, che Bob Kane recensì positivamente, la Warner Bros. non era molto motivata a proseguire nello sviluppo del film. Il via libera fu dato grazie al sorprendente successo ottenuto da Tim Burton con il film Beetlejuice - Spiritello porcello (1988).

### Cast

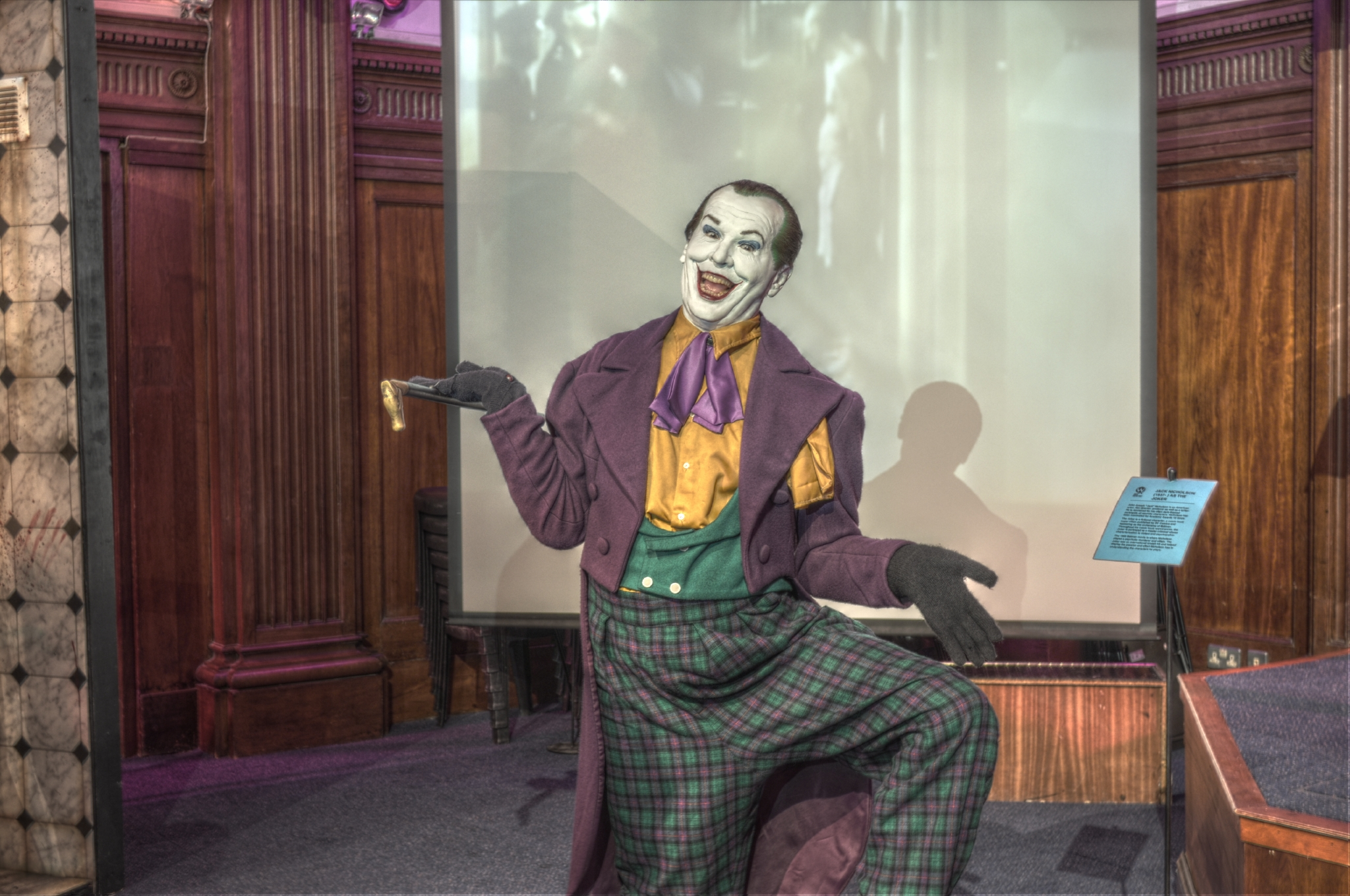
Statua ritraente il Joker di Jack Nicholson

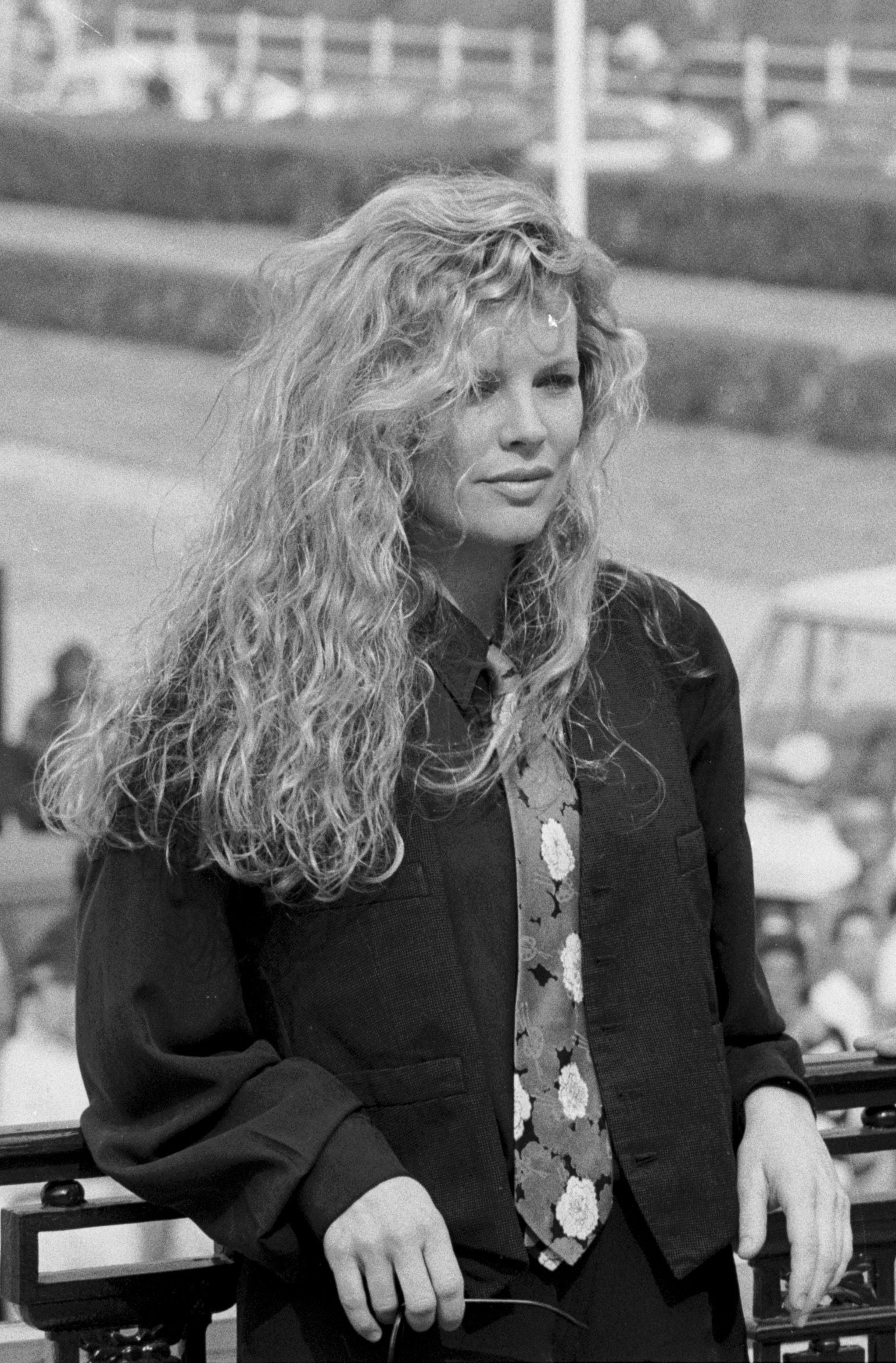
Kim Basinger, interprete di Vicki Vale

Mel Gibson, Dennis Quaid, Kevin Costner, Harrison Ford, Charlie Sheen, Pierce Brosnan, Tom Selleck e Bill Murray furono tutti considerati per il ruolo di Batman. Fu fatta pressione su Tim Burton per fargli ingaggiare un attore di film d'azione, ma il regista volle un attore sconosciuto, seguendo la scia di Richard Donner quando aveva ingaggiato Christopher Reeve per Superman. La scelta di Burton cadde su Michael Keaton, con cui aveva lavorato proprio in Beetlejuice.
L'ingaggio di Keaton causò una controversia tra i fan del fumetto, con 50 000 lettere di protesta inviate alla Warner Bros. Anche Bob Kane, Sam Hamm e Michael Uslan polemizzarono riguardo al cast. Burton riconobbe che «ovviamente ci furono risposte negative dai fan del fumetto. Penso che, secondo loro, stavamo realizzando qualcosa di simile alla serie tv, qualcosa di ridicolo, perché conoscevano il Michael Keaton di Mister Mamma e di Night Shift - Turno di notte e commedie simili». Tutto ciò non impedì a Keaton di leggere Batman - Il ritorno del Cavaliere Oscuro di Frank Miller e di eseguire senza controfigura quasi tutte le scene d'azione, tanto fu preso dalla realizzazione del film.
Adam West, l'interprete del Batman televisivo degli anni sessanta, avrebbe voluto indossare ancora il costume dell'Uomo Pipistrello, ma i produttori rifiutarono. Gli fu offerta invece la parte del padre di Bruce Wayne, che appare nel flashback, ma West declinò l'offerta.
Tim Curry, Willem Dafoe, David Bowie, Robin Williams e James Woods furono considerati per il ruolo del Joker. Jack Nicholson era stata la scelta di Uslan e Kane sin dal 1980. Peters avvicinò al progetto Jack Nicholson nel 1986, mentre stava interpretando Le streghe di Eastwick, ma inizialmente l'attore fu riluttante, tornando in seguito sui suoi passi e riuscendo a farsi accordare condizioni straordinarie: il suo contratto specificava il numero di ore giornaliere che era disponibile a dedicare alle riprese, le sue scene dovevano essere filmate in un blocco di tre settimane (benché il progetto durasse 106 giorni), chiese un rimodellamento del copione e ottenne un compenso di 6 milioni di dollari, più una percentuale del guadagno al botteghino. Il totale risultò essere quasi 60 milioni di dollari.
Sean Young fu la prima scelta nel ruolo di Vicki Vale, ma si ferì durante le riprese. Burton così suggerì di rimpiazzarla con Michelle Pfeiffer ma Keaton, che, al tempo, aveva una relazione con lei, temeva i gossip (la Pfeiffer apparve comunque nel successivo Batman - Il ritorno nel ruolo di Catwoman). Anche Sharon Stone fu scartata. Peters propose l'allora sua compagna, Kim Basinger, e richiese una riscrittura del copione per il suo ruolo. Billy Dee Williams fu scelto personalmente da Burton per il ruolo di Harvey Dent. Il personaggio del giornalista Alexander Knox fu inventato appositamente per il film. Esso sarebbe dovuto morire durante la sequenza della parata, ma l'attore che lo interpretava, Robert Wuhl, lo rese così simpatico che fu deciso durante le riprese di "salvarlo" e farlo comparire nel finale, mentre intervista le autorità. Altro personaggio creato per l'occasione fu quello di Carl Grissom, interpretato da Jack Palance.
Michael Gough (Alfred) e Pat Hingle (il commissario Gordon) compaiono anche nelle tre successive pellicole dedicate all'Uomo Pipistrello.

### Riprese
I produttori considerarono l'idea di filmare Batman interamente a Los Angeles, ma il crescente interesse dei mass media fece spostare la location in Inghilterra, usando i Pinewood Studios. Le riprese si svolsero nella massima riservatezza; per tale motivo, la prima immagine di Nicholson nei panni del Joker fu pagata ben 10.000 dollari e fu anche chiamata la polizia per il furto di una ripresa di due bobine (circa 20').
Ad Hamm non fu permesso di essere sul set a causa dei problemi dovuti allo sciopero degli sceneggiatori del 1988, e questo creò non pochi problemi, portando il budget, da 20 a 48 milioni di dollari. Warren Skaaren e Charles McKeown presero il suo posto per le modifiche del copione sul set. Jonathan Gems collaborò anch'egli alle riscritture. A parte i problemi e le difficoltà durante le riprese, Burton diede credito a Nicholson di essere stato un ottimo aiuto.
Esempi di modifiche all'ultimo minuto furono l'eliminazione del previsto assassinio di Vicki Vale da parte del Joker, che avrebbe portato Batman ad una furia vendicativa. Jon Peters rielaborò la scena senza dirlo a Burton, che non apprezzò l'idea.

### Scenografie
Burton fu impressionato dal design di Anton Furst dopo aver visto il film In compagnia dei lupi (1984). Furst fu felice di lavorare con Burton: «Non credo di essere mai stato tanto in armonia con un regista. [...] Concettualmente, spiritualmente, visualmente e artisticamente. Non c'è mai stato alcun problema tra noi, perché non abbiamo mai litigato per niente. La struttura, l'atteggiamento e i sentimenti sono ciò in cui Burton è un maestro».
Furst ed il dipartimento artistico del film mescolarono deliberatamente vari stili architettonici, per rendere Gotham City la più turpe e gelida metropoli immaginabile. Non fu usata alcuna immagine generata al computer per il set, ma ci si dovette basare su scenari e palazzi veri. Il lavoro di Andreas Feininger influenzò il design del film. Le costruzioni di Furst costarono 5.5 milioni di dollari, mentre la Knebworth House di Wayne costò il doppio. Il risultato fu un gigantismo metropolitano che riporta alle scenografie di Metropolis di Fritz Lang.
Keith Short modellò la nuova Batmobile, aggiungendovi due mitragliatrici Browning. La macchina fu costruita su una Chevrolet Impala, dopo che tentativi sulla Jaguar e sulla Ford Mustang erano falliti. La British Aerospace diede al dipartimento artistico consigli per il design della macchina.
I fan del fumetto diedero inizialmente una risposta negativa al costume di Batman realizzato per il film, affermando che non era abbastanza intimidatorio. L'idea di Burton era di usare un costume interamente nero, realizzato grazie al lavoro sui negativi da parte di Kane.

## Colonna sonora
Per comporre la colonna sonora del film Burton optò per Danny Elfman, suo collaboratore in Pee-wee's Big Adventure e Beetlejuice - Spiritello porcello. Per ispirazione, Elfman si basò sul fumetto Batman - Il ritorno del Cavaliere Oscuro. Elfman pare fosse intimorito, dato che non aveva mai lavorato per un progetto così grande a livello di budget, ma trovò comunque piacevole creare i temi per il Joker. Jon Peters e Peter Guber avevano inizialmente pensato a Prince per il tema musicale del Joker e Michael Jackson per i temi romantici. Elfman avrebbe poi dovuto combinare gli stili dei due cantanti in una colonna sonora compatibile.
Elfman chiese l'aiuto del chitarrista degli Oingo Boingo Steve Bartek e di Shirley Walker per aiutarlo all'arrangiamento delle composizioni per l'orchestra. Batman fu uno dei primi film ad aver lanciato due diverse colonne sonore: una di esse contiene le canzoni scritte da Prince mentre l'altra è una vetrina delle composizioni di Elfman. Entrambe furono di gran successo. Il tema d'apertura di Elfman fu anche usato nella successiva serie animata, le cui musiche sono state ancora composte in gran parte da Shirley Walker.

## Promozione
Anton Furst disegnò la locandina, che definì «evocativa ma onnipresente», raffigurante solo il simbolo di Batman.
Visto che i fan del fumetto erano insoddisfatti dell'ingaggio di Michael Keaton, Peters fece uscire un primo trailer del film, che fu proiettato in migliaia di cinema durante il periodo di Natale. Il trailer, che era semplicemente un assemblaggio surreale di scene senza musica, provocò un'enorme aspettativa.
Nei mesi che precedettero l'uscita del film nel giugno 1989, si sviluppò una "Batmania". Furono venduti 750 milioni di dollari in merchandise. I cinefili e il fumettista e regista Kevin Smith ricordano che «quell'estate fu smisurata. Non potevi girarti intorno senza vedere il simbolo di Batman da qualche parte. Le persone lo avevano ormai inciso nelle loro teste. Fu l'estate del pipistrello e se eri un fan di Batman era assolutamente eccitante».

## Distribuzione
Il film uscì nelle sale statunitensi il 23 giugno 1989, mentre in Italia il 20 ottobre dello stesso anno.

### Edizione home video
Il film uscì in VHS edito da Warner Home Video nell'ottobre 1990.
È stato successivamente rieditato in DVD, Blu-ray Disc e Ultra HD Blu-ray.

## Accoglienza

### Incassi
Batman fu proiettato la prima volta il 23 giugno 1989, ricavando 49 milioni di dollari in 2.194 cinema durante la prima settimana. Il film ha incassato 251409241 $ nel Nord America e 160160000 $ nel resto del mondo, per un totale di 411569241 $.
Batman fu il primo film a ricavare almeno 100 milioni di dollari nei primi dieci giorni di distribuzione, risultando il film che più aveva ricavato al botteghino fino al 2008, fra quelli tratti da una serie della DC Comics e l'83º nei guadagni cinematografici nel Nordamerica. Benché Indiana Jones e l'ultima crociata avesse guadagnato più di qualunque altro film, nel 1989, Batman fu capace di battere il record de L'ultima crociata nel Nordamerica e ricavò oltre 150 milioni di dollari nell'home video.

### Critica
Batman fu criticato da alcuni per essere troppo oscuro, ma ricevette comunque recensioni positive da parte della critica. Su Rotten Tomatoes, il film ha una percentuale di gradimento del 77%, basata su 142 recensioni, con una valutazione media di 7,1 su 10, il consenso critico del sito cita: «Uno spettacolo inquietante e fantastico, Batman funziona come intrattenimento oscuro, anche se il Joker di Jack Nicholson troppo spesso mette in ombra il personaggio del titolo». Metacritic fornisce un punteggio aggregato di 69 su 100, basato su 21 critici, indicando «recensioni generalmente favorevoli». Il pubblico intervistato da CinemaScore ha dato al film un voto medio di "A" su una scala da "A+" a "F". Molti osservarono come Burton fosse più interessato al Joker e al lato artistico e scenografico, che a Batman o a qualsiasi altra cosa riguardasse la caratterizzazione e il ritmo del film. Nonostante le reazioni negative dei fan del fumetto, prima dell'uscita del film, l'interpretazione di Keaton fu generalmente elogiata.
Molti critici hanno definito il film di Burton, assieme a Superman di Richard Donner, come la pellicola che ha contribuito a plasmare l'immagine del supereroe moderno, lodando in particolare la chimica tra il Batman di Keaton ed il Joker di Nicholson.
Il film era nel 2011 al 458º posto nella classifica dei 500 più grandi film di tutti i tempi pubblicata dalla rivista Empire.
Nel 2003, secondo l'American Film Institute, il Batman di Michael Keaton occupava il 46º posto nella classifica dei cento migliori eroi cinematografici, mentre il Joker di Jack Nicholson il 45º posto nella classifica dei cento migliori cattivi cinematografici.

## Riconoscimenti
- 1990 - Premio Oscar
  - Miglior scenografia a Anton Furst e Peter Young
- 1990 - Golden Globe[39]
  - Candidatura al miglior attore in un film commedia o musicale a Jack Nicholson
- 1990 - Premio BAFTA[40]
  - Candidatura al miglior attore non protagonista a Jack Nicholson
  - Candidatura alla migliore scenografia a Anton Furst
  - Candidatura ai migliori costumi a Bob Ringwood
  - Candidatura al miglior trucco a Paul Engelen e Nick Dudman
  - Candidatura al miglior sonoro a Don Sharpe, Tony Dawe e Bill Rowe
  - Candidatura ai migliori effetti speciali a Derek Meddings e John Evans
- 1991 - Saturn Award
  - President's Award a Tim Burton
  - Candidatura al miglior film fantasy
  - Candidatura al miglior attore a Jack Nicholson
  - Candidatura alla miglior attrice non protagonista a Kim Basinger
  - Candidatura ai migliori costumi a Bob Ringwood
  - Candidatura al miglior trucco a Paul Engelen, Lynda Armstrong e Nick Dudman
- 1990 - American Comedy Awards
  - Candidatura all'attore più divertente in un film a Jack Nicholson
- 1990 - BMI Film & TV Awards
  - BMI Film Music Award a Danny Elfman
- 1990 - BRIT Award
  - Migliore colonna sonora a Danny Elfman

- 1990 - ASCAP Film and Television Music Award
  - Miglior canzone per un film (Partyman) a Prince
- 1990 - Chicago Film Critics Association Award
  - Candidatura al miglior attore non protagonista a Jack Nicholson
  - Candidatura al miglior regista a Tim Burton
  - Candidatura al miglior film
- 1989 - Evening Standard British Film Awards
  - Candidatura alla miglior realizzazione tecnica o artistica a Anton Furst
- 1990 - Grammy Awards
  - Miglior composizione strumentale a Danny Elfman
  - Candidatura al miglior album di un punteggio di fondo strumentale originale scritto per un film a Danny Elfman
  - Candidatura alla miglior canzone scritta per un film (Partyman) a Prince
- 1990 - Premio Hugo
  - Candidatura alla miglior rappresentazione drammatica a Tim Burton
- 1990 - MTV Video Music Awards
  - Candidatura al miglior video musicale tratto da un film (Batdance) a Prince
- 1990 - People's Choice Awards
  - Film preferito
  - Film drammatico preferito
- 1990 - Young Artist Award
  - Candidatura al miglior film per famiglie

## Sequel e opere derivate
L'enorme successo del film condusse alla produzione della serie animata Batman e di tre seguiti, il primo dei quali, Batman - Il ritorno (1992), fu diretto dallo stesso Tim Burton, con Michael Keaton ancora nel ruolo dell'eroe, affiancato da Michelle Pfeiffer nel ruolo di Catwoman; il secondo, Batman Forever (1995), realizzato come uno stand-alone, fu diretto da Joel Schumacher, con Val Kilmer a sostituire Keaton nel ruolo dell'eroe, affiancato da Chris O'Donnell nel ruolo della spalla Robin; il terzo e ultimo, Batman & Robin (1997), fu diretto sempre da Joel Schumacher, dove nel ruolo dell'eroe viene nuovamente sostituito da George Clooney, ritorna Chris O'Donnell ancora nel ruolo della spalla e si aggiunge Alicia Silverstone nel ruolo di Batgirl.
Nel 2023 Michael Keaton è tornato ad interpretare Batman nel film del DC Extended Universe The Flash.
Dal film fu tratto anche un videogioco: Batman - The Movie, un romanzo basato sulla sceneggiatura e scritto da Craig Shaw Gardner ed un adattamento a fumetti ad opera di Dennis O'Neil e Jerry Ordway, che nel marzo 2022 è stato riproposto in un volume edito dalla Panini Comics presentante sulle pagine a sinistra l'originale in inglese in bianco e nero e sulle pagine a destra la versione italiana a colori.
Nell'agosto 2021 è stata pubblicata la serie a fumetti Batman 89, alla cui realizzazione ha collaborato lo sceneggiatore Sam Hamm; la storia si presenta come un seguito diretto di Batman - Il ritorno, ignorando gli eventi dei due film di Schumacher.
Nell'aprile 2024 è stata annunciata la pubblicazione di un romanzo, intitolato Batman: Resurrection, ambientato nell'universo del Batman di Burton e scritto da John Jackson Miller. Il libro funge da seguito diretto al film ed è ambientato tra gli eventi della pellicola del 1989 e Batman - Il Ritorno; il libro è stato pubblicato il 15 ottobre 2024 in Nord America.
Un secondo romanzo, intitolato Batman: Revolution,  è stato successivamente rivelato da Miller e la cui uscita è prevista per il 21 ottobre 2025.